# Cantone di Vayrac
Il Cantone di Vayrac era una divisione amministrativa dell'arrondissement di Gourdon.
È stato soppresso a seguito della riforma complessiva dei cantoni del 2014, che è entrata in vigore con le elezioni dipartimentali del 2015.
Comprendeva i comuni di:
- Bétaille
- Carennac
- Cavagnac
- Condat
- Les Quatre-Routes-du-Lot
- Saint-Michel-de-Bannières
- Strenquels
- Vayrac